# Drew Gilpin Faust

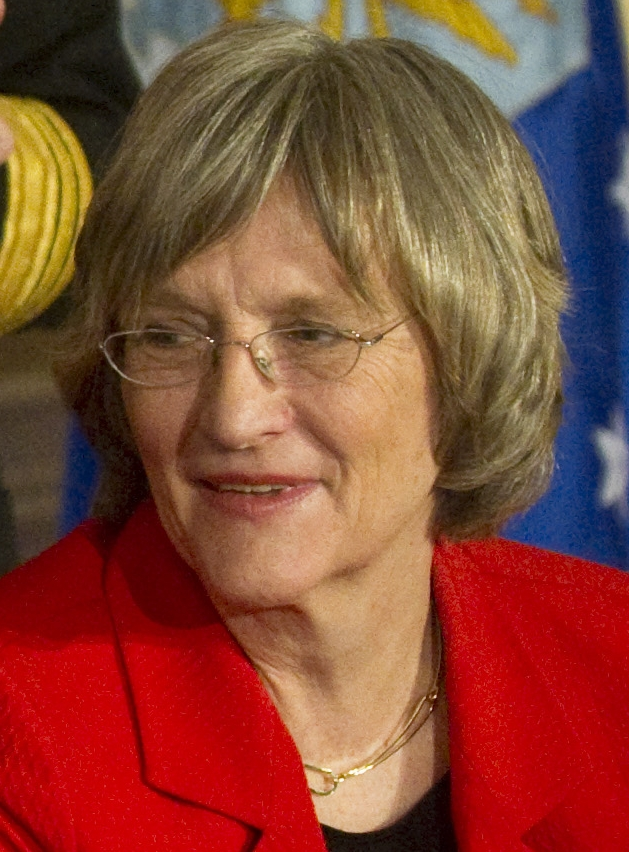
Faust 2011

Catherine Drew Gilpin Faust (* 18. September 1947) ist eine US-amerikanische Historikerin. Sie war Präsidentin der Harvard-Universität.

## Leben

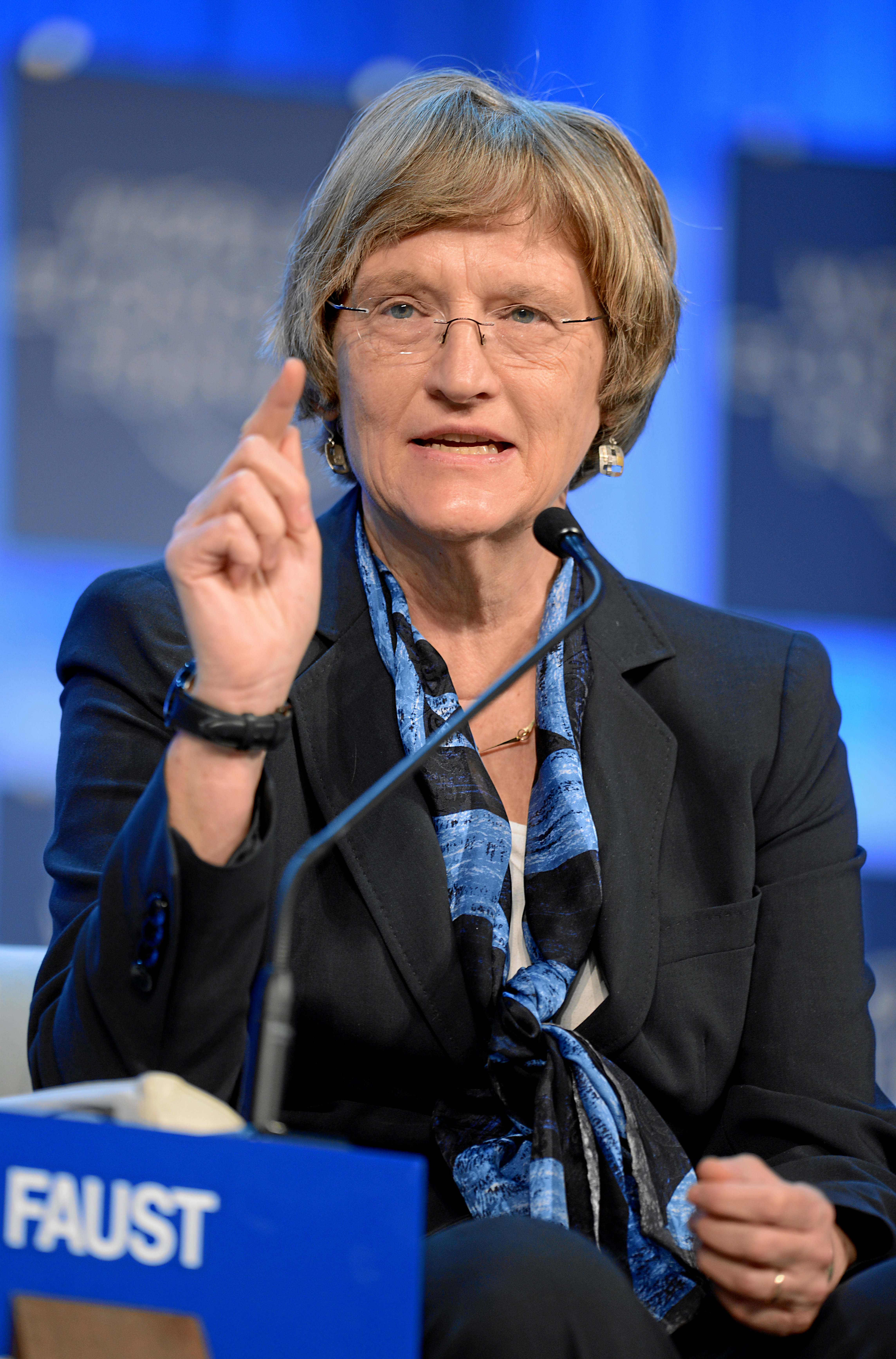
Faust während des WEFs 2013

Catherine Drew Gilpin wurde 1947 als einzige Tochter von Catharine und McGhee Tyson Gilpin, einem Pferdezüchter, geboren und wuchs im Shenandoah Valley in Clarke County, Virginia auf. Sie stammt von einer gut situierten, traditionellen Protestanten-Familie ab. Ihr Vater, ihre beiden Onkel, zwei ihrer drei Brüder und zahlreiche andere männliche Verwandte studierten an der Princeton University. Da dort damals noch keine Frauen zugelassen waren, ging sie nach Absolvierung der Concord Academy in Concord 1964 an das Bryn Mawr College und machte dort 1968 ihren Bachelor in Geschichte mit magna cum laude. Nach ihrem Master 1971 machte sie ihren Ph.D. in „American Civilization“ 1978 an der University of Pennsylvania. 1976 wurde sie Assistant Professor an der Penn (University of Pennsylvania), ab 1980 Associate Professor und ab 1984 Full Professor in „American Civilization“. 1988 war sie Inhaberin des „Stanley Sheerr Professor of History“-Lehrstuhls, von 1989 bis 2000 des „Annenberg Professor of History“-Stiftungslehrstuhls. Von 1996 bis 2000 leitete sie das Fraustudienprogramm der Penn. 1982 und 1996 wurde sie für ihre Lehrtätigkeit ausgezeichnet. Sie war maßgeblich in verschiedenen Gremien der Universität engagiert. 2001 wurde sie die erste Dekanin des Radcliffe Institute for Advanced Study.
Vom 1. Juli 2007 bis 30. Juni 2018 war Drew Gilpin Faust die 28. Präsidentin der Harvard-Universität als Nachfolgerin von Lawrence Summers. Sie ist nicht nur der erste weibliche Präsident in der langen Geschichte der Universität, sondern auch seit 1672 die erste, die keinen Abschluss in Harvard gemacht hat.
Ihr Forschungsgebiet ist die Geschichte des amerikanischen Südens, insbesondere des Sezessionskrieges. Für ihre Veröffentlichung Mothers of Invention: Women of the Slaveholding South in the American Civil War erhielt sie 1997 den „Francis Parkman Prize“ der Society of American Historians, 2018 den Kluge-Preis der Library of Congress. Faust ist Mitglied der American Academy of Arts and Sciences, der American Philosophical Society und der Society of American Historians. 2009 wurde sie Ehrenmitglied der Royal Irish Academy.
Sie ist mit dem Medizinhistoriker Charles E. Rosenberg verheiratet. Aus der Ehe stammen zwei Töchter.

## Schriften
- This republic of suffering: death and the american civil war. Alfred A. Knopf, New York 2008.
- Mothers of Invention: Women of the Slaveholding South in the American Civil War. University of North Carolina Press, Chapel Hill 1996, ISBN 0-8078-2255-8.
- Southern Stories: Slaveholders in Peace and War. University of Missouri Press, Columbia 1992, ISBN 0-8262-0865-7.
- The Creation of Confederate Nationalism: Ideology and Identity in the Civil War South. Louisiana State University Press, Baton Rouge 1982, ISBN 0-8071-1606-8.
- James Henry Hammond and the Old South: A Design for Mastery. Louisiana State University Press, Baton Rouge 1982, ISBN 0-8071-1248-8.
- A Sacred Circle: The Dilemma of the Intellectual in the Old South, 1840–1860. University of Pennsylvania Press, Philadelphia 1977, ISBN 0-8122-1229-0.